# 494 فيرتوس
فيرتوس هو الكويكب رقم 494 الذي تم اكتشافه من قبل عالم الفلك ماكس ولف من مرصد هايدلبرغ وكان ذلك في 7 أكتوبر من عام 1902 في ألمانيا.